# فروسیلیکون منیزیم
فروسیلیکون منیزیم (به انگلیسی:Ferrosilico Magnesium) از خانواده فروآلیاژها بوده وآلیاژ ذوب مجدد محسوب میشودکه از ترکیب سیلسیم، منیزیم و آهن به دست آورده می‌شود، نام دیگر آن (ندولارایزر) بوده یا گره ساز آلیاژ منیزیم می‌باشد، این ماده به‌طور کلی دارای ۵–۷ درصد منیزیم، ۴۳–۴۸ درصد سیلیس ،۱٫۲ درصد آلومنیوم و ۰٫۸ درصد کلسیم و درصد کمی خاک کمیاب افزوده شده در فروسیلیکات می‌باشد که سطحی همانند فلزات براق و مات دارد، همچنین نام دیگر آن فرومنیزیم است که به صورت کلوخه‌ها ی نقره ای و خاکستری رنگ نیز دیده می‌شود، باید دقت نمود که تغییرات در رنگ در کلوخه‌ها می‌تواند نشان دهنده ناخالصی‌هایی در مقادیر قابل توجه در این محصول باشد. این فروآلیاژ از ترکیب منیزیم(Mg)، سیلیس (Si) و آهن (Fe) تولید می‌شود و نام اختصاری آن FeSiMg می‌باشد که با تغییرات درصدی هرکدام از عناصر می‌تواند تغییر کند. این ماده را می‌توان در بازارهای صنعتی در بسته‌بندی‌های ۲۵٬۵۰و ۱۰۰ کیلوگرمی پیدا کردفروسیلیکون منیزیم دارای دمای ذوب بالایی در حد ۱۳۰۰ درجه سانتی گراد می‌باشد که به آن ویژگی‌های خاصی می‌بخشد.
با توجه به اینکه عنصر منیزیم در دما بالاتر از ۱۰۰۰ درجه سلسیوس تبخیر می‌شود، این عنصر در حالت خالص می‌تواند میل شدیدی به ترکیب شدن با اکسیزن داشته باشد. به همین علت ان را به شکل آلیاژ درآورده و برای افزودن منیزیم به مذاب استفاده می‌کنند. در صنعت فروسیلیکون منیزیم را بسته به آزمون وخطا و تجربه اپراتور، کمی قبل از عملیات بارریزی به قالب اضافه می‌شود. پس از بارریزی و در حین انجماد، منیزیم توسط دانه‌های منیزیم جذب شده و گرافیت‌های ورقه ای (flake)به کروی (spheroid) تبدیل می‌شوند.

## ویژگی‌های فروسیلیکون منیزیم
فروسیلیکون منیزیم استحکام مکانیکی قابل توجهی دارد و قابلیت اکسیدزدایی و گوگردزدایی قوی را دارا است.
این ماده توانایی اشتعال زایی بالایی دارد به طوری که تحت شرایط خاص جرقه می‌زند ولی باید به این توجه کرد که این آلیاژ اگر در حالت خشک باشد، قابل احتراق نخواهد بود و در صورت قرار گرفتن در معرض رطوبت یا اسیدو باز منجر به تولید گازهای بسیار خطرناکی می‌شود، همچنین تنفس غبار و گاز تولیدی از اشتعال فروسیلیکون منیزیم در ریه‌ها و اعضای مخاطی ایجاد سوزش می‌کند و خطرات جبران ناپذیری به دنبال خواهد داشت. این ماده همچنین بوی مخصوص به خود را دارد که در بعضی مواقع آن را به همراه خود دارد و در بعضی مواقع بویی از آن شنیده نخواهد شد.
ویژگی‌های فیزیکی و شیمیایی مربوط به شکل ظاهری این فروآلیاژ عبارتند از: گرانول‌های فلزی خاکستری در اندازه‌های مختلف قرار دارند، در آستانه بودار بودن یا بدون بو بوده و در حالت گاز یا جامد مشتعل می‌شود. مشکلات گوارشی احتمالی در صورت تماس این فروآلیاز با پوست که برای رفع آن می‌بایست پوست را با آب و شوینده ملایم شستشو داد. در صورت احتمال تماس یافتن این ماده با چشم نیز باید ار محلول آب نمک استفاده نمود.
برای خاموش اشتعال ناشی از این ماده می‌توان از شن وماسه خشک، CO2و پودر خشک استفاده نمود. باید به این توجه داشت که فروسیلیکون منیزیم در شکل گرانول‌های خشگ نیز قابلیت اشتعال پذیری نخواهد داشت.

### ذخایر منیزیم در جهان
یکی از مواد اصلی تشکیل دهنده فروسیلیکو منیزیم فلز منیزیم است که تولید این آلیاژ به‌طور کسترده به وجود منابع این فلز وابسته است.
کل ذخایر جهانی سنگ معدن منیزیم تقریباً ۵۷۰ میلیون تن فلز اسنت که به‌طور نابرابر توزیع شده است. ذخایر به‌طور کلی ذر جنوب آفریقا، اوکراین، استرالیا واقع شده است.

## تولید فروسیلیکون
به‌طور کلی در صنعت دو روش کلی تولید فروسیلیکون منیزیم وجود دارد. در روش اول، سنگ معدن کاسته شده دومولیت توسط فرایند سیلیکوترمیک یا آلومینوسیلیکوترمیک احیا می‌شود. عوامل احیا کننده مورد استفاده شامل فروسیلیسم یا مخلوطی از فروسیلیسیم و آلومنیوم خواهد بود.
منیزیم تولید شده در فرایند احیا با فروسیلیسیم اضافی واکنش داده و منیزیم سیلیسید (Mg2Si) تشکیل داده خواهد شد. این ترکیب با اضافه شدن آهن فروسیلیکون منیزیم را تشکیل خواهد داد. در این روش عواملی همچون میزان عامل احیا کننده و نوع فلاکس اضافه شده (سنگ آهک، فلورسپار، بوکسیت و کوارتزیت) نقش مهمی را ایفا خواهند کرد.
در دیگر روش مورد نظر فلز منیزیم را در فروسیلیس به شکل مذاب درآمده غوطه ور می‌کنند و به این ترتیب فروسیلیکون منیزیم تشکیل داده خواهد شد. در مقایسه دو روش آورده شده می‌توان به هزینه آن‌ها اشاره کرد که روش غوطه ور سازی مقرون به صرفه تر است. این روش امروزه به‌طور گسترده در صنعت استفاده می‌شود و با استفاده از آن می‌توان فروسیلیسیم منیزیم حاوی ۵ درصد منیزیم را با موفقیت تولید کرد.
آلیاژهای فروسیلیکون منیزیم در کوره‌های القایی و در قالب‌های دایمی ریخته‌گری میشوندتا یکنواختی حاصل شود. تمامی فروسیلیکون‌های تولیدی با استفاده از طیف‌سنج فلویوررسانی اشعه ایکس، تجزیه و تحلیل می‌شوند تا اطمینان از کیفیت پایدار حاصل شود.

## کاربردهای فروسیلیکون منیزیم
گره‌ها عمدتاً به عنوان افزودنی در مایع آهن در طول ریخته‌گری استفاده می‌شوند، که باعث می‌شود گرافیت کروی تقویت شده و باعث افزایش گرافیت‌های کروی می‌شود و از اثرات کروی شدن عناصر تداخل جلوگیری می‌کند که سبب بهبود خواص مکانیکی می‌شود. این ماده با افزودن اندکی از منیزیم به آهن فرایند تبدیل پوسته‌های گرافیتی به مورفولوژی شبه کروی مورد نیاز را تسهیل می‌بخشد.
در آهن مذاب نقش گره زدایی گوگرد زدایی و گاززدایی و غیره را ایفا می‌کند. این ماده می‌تواند سطح خلوص ریخته‌گری آب را بهبود بخشد و ترکیبات بهتر یرا تولید کند. از این ماده به عنوان حذف کننده آرسنیک، روی و سرب نیز استفاده می‌شود. همچنین می‌توان از ان در تولید فولا کربن، فولاد سیلیکونی و فولاد ضدزنگ استفاده کرد. در صنعت متالوژی طیف استفاده از این آلیاژ بسیار گسترده است. در صنعت الکترونیک نیز به عنوان منبع سیلیکون خالص استفاده می‌شود دیگر استفاده از این آلیاژ در این صنعت می‌توان به تقویت کننده المنت باقی مانده که ناشی از میزان تحمل بالاتر فروسیلیسیم منیزیم به پرلیت (آلیاژ آهن و کربن) اشاره کرد. به‌طور گسترده در تولید مواد ندولیزاسیون با کیفیت بالا استفاده می‌شود و کاربرد گسترده‌ای در تولید آهن SG و ریخته‌گری تخصصی آهن خاکستری برای صنعت خودرو پیدا می‌کند.
استفاده از این محصول در افزایش فاز فریت و کاهش تردی قطعات، کاهش هزینه‌های عملیات حرارتی و بهبود قابلیت ماشین کاری و همچنین کاهش کاربیدها در ریخته‌گری مقاطع آزاد و بهبود کیفیت ریخته‌گری با افزایش جوانه زنی در مذاب نقش بسزایی دارد.
از دیگر کابرد فروسیلیکومنیزیم می‌توان به تصفیه فولاد، تولید فولادهای سیلیکونی و تولید فولادهای کربنی و عامل اتصال دهنده و استفاده در صنعت ذوب فولاد اشاره کرد.

## ارتباط میان فروسیلیکون منیزیم و چدن
این ماده در تولید چدن نشکن استفاده می‌شود که چدن‌های ساخته شده در سه سایز ۲–۵ میلیمتر و ۵–۱۵ میلیمتر و ۵–۳۰ میلیمتر دانه بندی می‌شود. فروسیلیکو منیزیم در صنایع ریخته‌گری و ذوب فلزات برای تولید چدن‌های داکتیل یا نشکن استفاده می‌شود. . این آمیژان نقش مهمی را در تأمین منیزیم لازم را برای مذاب چدن ایفا می‌کند. ظرفیت تولید این محصول سالانه ۶۰۰۰ تن می‌باشد و با دانه بندی‌های مختلفی تولید می‌گردد. با اضافه نموندن فروسیلیکون منیزیم به آلیاژ چدن مقاومت گرافیت‌های تولید شده افزایش می‌یابد. که به این عمل گره زنی گفته می‌شود. گره زنی فرایند کنترل ساختار و ویژگی‌ها با استفاده از تغییر شکل گرافیت از پوسته‌ها به شبه کروی در چدن در طول انجماد است.
کاربرد اصلی فرومنیزیم تبدیل گرافیت‌های های ورقه ای به کروی در تولد چدن و افزایش استحکام آن ماده با استفاده از این روش است. این فرایند سبب می‌شود تا استحکام ماده موردنظر از ۴۰تا۶۰ کیلوگرم بر متر مربع به ۶۰تا۱۱۰ کیلوگرم بر متر مربع برساند. در این فرایند منیزیم توسط دانه‌های گرافیت جذب می‌شود و تنش سطحی را در ماده نظر تغییر می‌دهد، این عمل سبب می‌شود تا شرایط رشد در تمام جهات یکنواخت شود، از دیگر فواید این عمل می‌توان به بهبود دادن استحکام کششی قطعات اشاره کرد.
آلیاژ فروسیلیکون منیزیم نقش مهمی در تولید چدن گره دار دارد، این ماده به عنوان یک ماده افزودنی، گرافیت چدن را به یک توپ متبلور تبدیل می‌کند. اگر گرافیت کروی در چدن گره ای پس از عملیات کروی سازی سیال چدنی باشد، استحکام بسیار بیشتر از چدن خاکستری خواهد بود، چقرمگی ان نیز بیشتر از چدن چکش خوار خواهد بود.